# Encyclopedia Americana

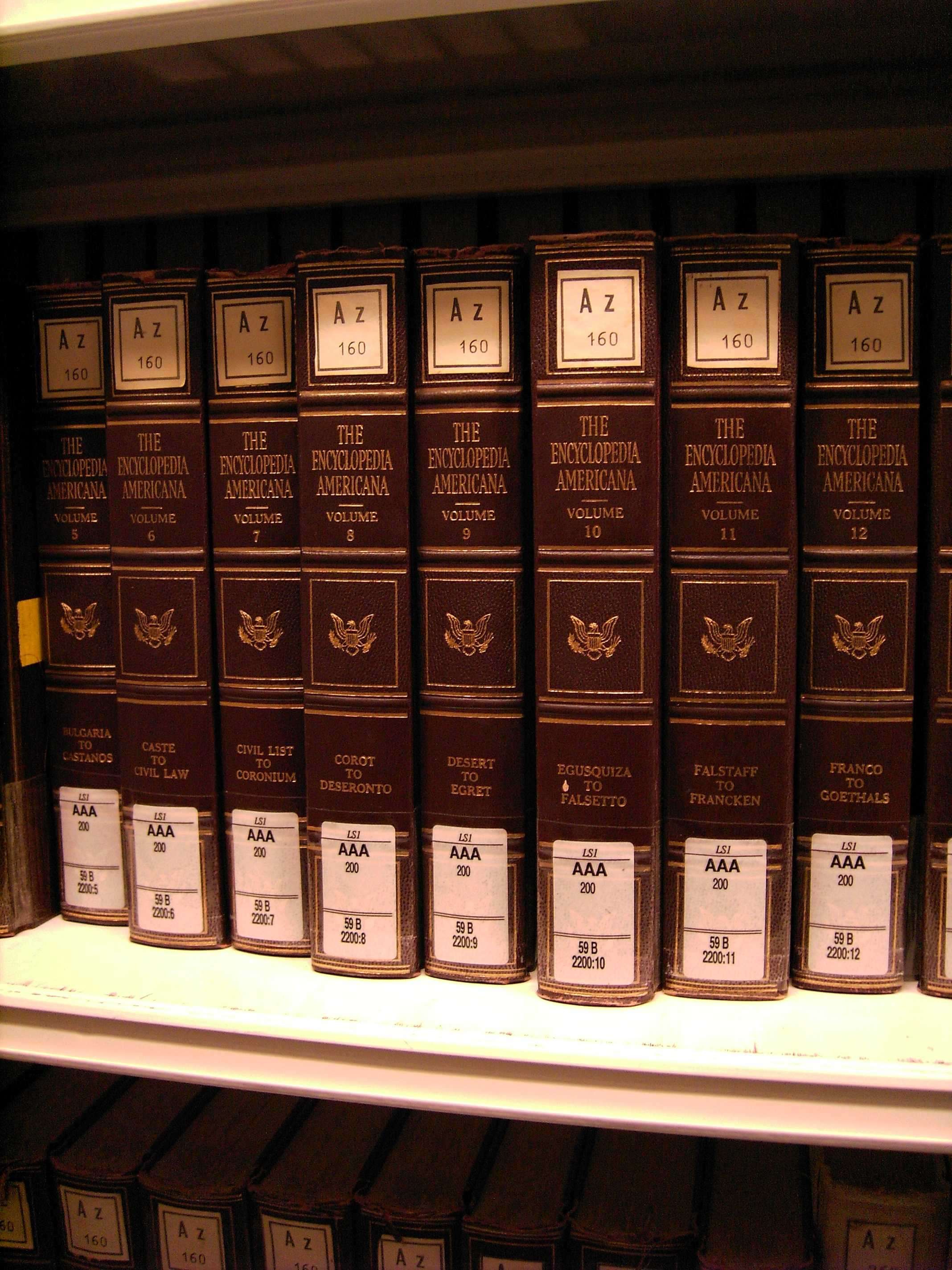
Az Encyclopedia Americana sorozata a Göttingen állami egyetem könyvtárában

Az Encyclopedia Americana az egyik legnagyobb angol nyelvű enciklopédia napjainkban. Miután a korábbi kiadót, a Grolier Inc.-et 2000-ben felvásárolták, az enciklopédia jelenlegi kiadója az amerikai Scholastic Corporation.
Az enciklopédiának több mint 45 000 szócikke van, legtöbbje 500 szónál hosszabb és némelyik igen terjedelmes (az Egyesült Államokról szóló cikk több mint 300 000 szavas). Az enciklopédia leginkább az Egyesült Államok és Kanada földrajzára, történelmére vonatkozó szócikkekre koncentrál, több mint 9000 életrajzot, 150 000 kereszthivatkozást, több mint 1000 táblázatot, 1200 térképet és 4500 fekete-fehér képet tartalmaz. A legtöbb cikk feltünteti a szerző nevét is.
Az Encyclopedia Americana nyomtatott változata 30 kötetet tartalmaz, de manapság már elektronikus változata is elérhető, amely előfizetéssel megtekinthető. A kiadó az amerikai Scholastic Corporation, 2008 márciusában jelentette be, hogy a nyomtatott változat eladásai az elektronikus verzió megjelenése után is biztatóak és egyelőre nem szüntetik meg az enciklopédia nyomtatását.
Az elektronikus verzió először 1997-ben jelent meg és minden évben kiadják frissített és javított kiadását. Az elektronikus és a nyomtatott enciklopédia elsődleges célközönsége a közép- és felsőoktatási tanulók, tanárok, illetve a nyilvános könyvtárak látogatói. A könyvtárakban a nyomtatott és az elektronikus verzió is díjmentesen elérhető a Grolier Online reference services szolgáltatás keretén belül (amely magában foglalja még a Grolier Multimedia Encyclopedia multimédiás enciklopédiát és az alsó tagozatos tanulóknak szánt The New Book of Knowledge-et is).

## Az enciklopédia története

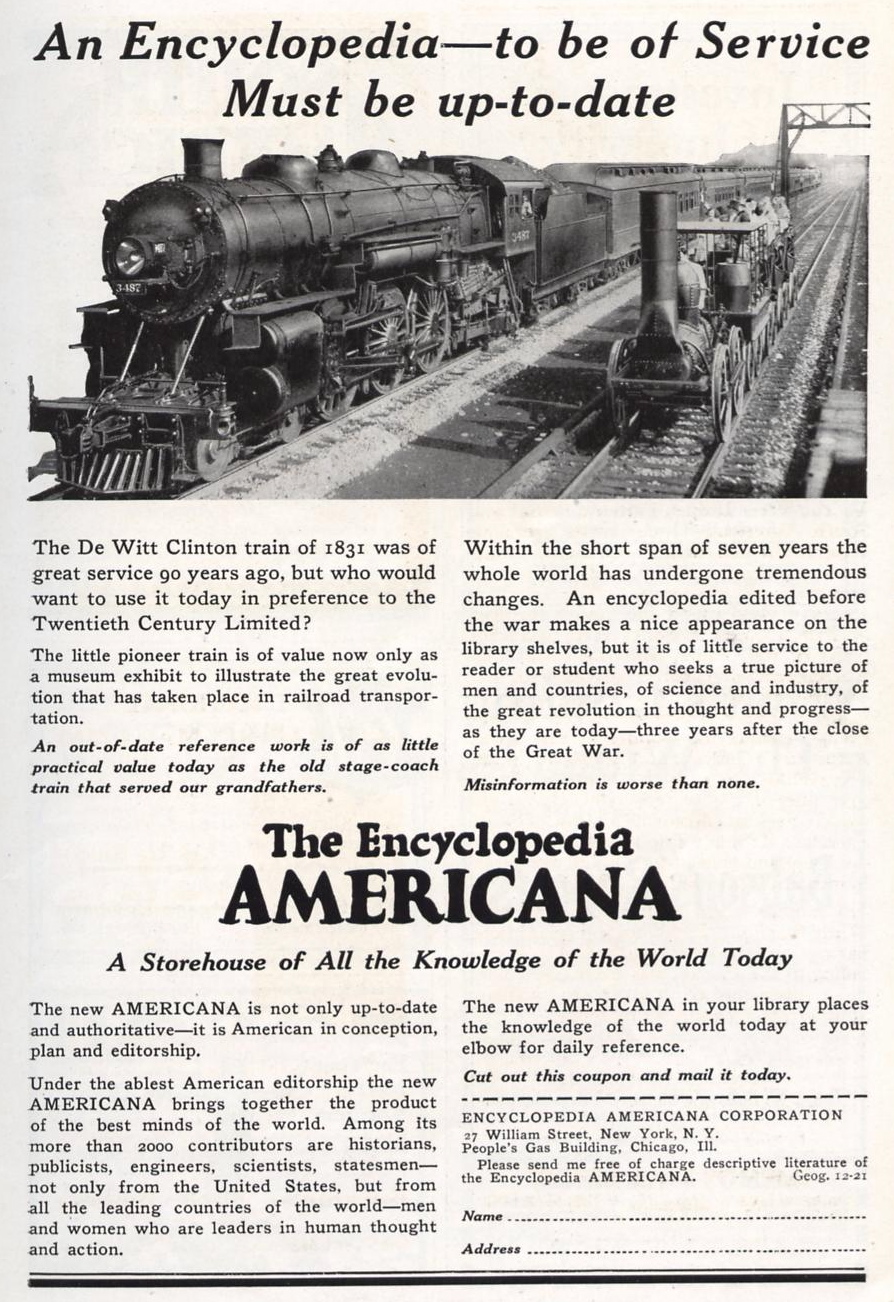
Az Encyclopedia Americana 1921-es kiadásának reklámplakátja azt sugallja, hogy a többi enciklopédia annyira elavult, mint a 90 éves gőzmozdonyok

Az Encyclopædia Americana, teljes címmel Encyclopædia Americana. A popular dictionary of arts, sciences, literature, history, politics and biography, brought down to the present time; including a copious collection of original articles in American biography; on the basis of the 7th ed. of the German Conversations-Lexicon (Encyclopædia Americana. A művészetek, tudományok, irodalom, történelem, politika és önéletrajzok népszerű szótára, a jelen időkre szabva, amerikai életrajzok bőséges kollekciójával a német "Conversations-Lexicon" 7-edik kiadására alapozva) alapítója a német származású amerikai állampolgár Francis Lieber volt. Az 1789-1798 között megjelent Dobson's Encyclopædia után az első jelentős amerikai enciklopédia volt. Bár az első kiadása lényegében a Brockhaus Conversations-Lexikon enciklopédián alapult, számos amerikai vonatkozású cikkel egészítették ki. Az Encyclopædia Americana-t elsősorban a nagyközönségnek szánták, ennek megfelelően könnyen érthető stílusban íródott.
Az első kiadás 13 kötetből állt és 1829-1833 között adta ki a philadelphiai Carey, Lea & Carey kiadóvállalat. 1846-ban egy kiegészítő 14. kötetet is kiadtak. Az első kiadást 1858-ig többször újranyomtatták. 1848-ban John Sutter aranyásó az enciklopédia első kiadása alapján igazolta, hogy aranyat talált és ezt követően kezdődött a kaliforniai aranyláz.
Az azonos nevű  "Encyclopedia Americana" J.M. Stoddart munkája volt és 1883 - 1889 között adták ki, de ez lényegében az Encyclopaedia Britannica 9. kiadásának némileg átdolgozott változata volt és nem Lieber munkáján alapult.
1902-ben egy új kiadás jelent meg Encyclopedia Americana néven, amely az első kiadás anyagának egy részét megőrizte, a Scientific American felügyelete alatt. A magazin szerkesztője, Frederick Converse Beach volt a második kiadás főszerkesztője és több száz jeles tudós segítette munkáját szakértőként vagy a szócikkek írójaként. A második kiadást a R.S. Peale & Co vállalat jelentette meg, 1903 és 1906 között további kiadások jelentek meg az Americana Corp. és a Scientific American Compiling Department gondozásában. 1903-ban George Edwin Rines-t nevezték ki az enciklopédia vezetőjének. 1911-ben azonban véget ért az enciklopédia és a Scientific American együttműködése. 1907 és 1912 között az enciklopédia egyszerűen mint The Americana jelent meg.
1918-1920 között 30 kötetben jelent meg az új kiadás, George Edwin Rines főszerkesztő felügyelete alatt. A enciklopédia mellett Annual vagy Yearbook néven 1923-tól évente egy évkönyv is megjelent egészen 2000-ig.
Az enciklopédia kiadási jogait 1945-ben megvásárolta a Grolier kiadóvállalat. Az 1960-as évekre az Americana és a hozzá kapcsolódó kiadványok — The Book of Knowledge, Book of Popular Science, Lands and Peoples — eladása jelentős hasznot hozott a Grolier-nek. Ebben az időszakban az enciklopédiát elsősorban megrendelések, illetve házaló ügynökök segítségével értékesítették. Az 1970-es évektől kezdve telemarketinges csatornákon és partnereken keresztül is értékesítették.

## Napjainkban
1988-ban a Grolier kiadót felvásárolta a francia Hachette kiadóvállalat, amely a francia nyelvterületen elterjedt Hachette Encyclopedia kiadója volt. A Hachette később beolvadt a francia Lagardère Group vállalatba.
1995-ben az enciklopédia elektronikus változata megjelent CD-ROM-on (a szöveget és a képeket a kornak megfelelően, külön lemezeken adták ki). 1997-ben a digitalizált változatot már online is kiadták. A rákövetkező években az enciklopédia új szolgáltatásokkal gyarapodott: internetes hivatkozások, kiegészítő jegyzetek, rendszeresen frissített melléklet. 2002-ben jelent meg az átdolgozott kiadás, új kezelőfelülettel, tartalommal és a vakok számára is hozzáférhető tartalommal.
2000-ben a Grolier kiadót felvásárolta a szintén amerikai Scholastic Corporation vállalat, amely jelentős profitnövekedést várt el és ennek megfelelően jelentősen csökkentette az enciklopédia munkatársainak létszámát: 2000 és 2007 között minden évben voltak elbocsátások. A Scholastic az enciklopédiát az oktatási piacra, elsősorban a közép- és felsőoktatásban tanulóknak szánja.

## Főszerkesztői
- Francis Lieber, 1829-1833. Német-amerikai jogtudós, a "A Code for the Government of Armies" (1863) című, a hadifoglyokkal szembeni humánus bánásmódot szorgalmazó mű szerzője.
- Frederick Converse Beach, 1902-1917. Mérnök, a Scientific American havilap szerkesztője is volt.
- George Edwin Rines, 1917-1920. Szerző és szerkesztő.
- A. H. McDannald, 1920-1948. A Baltimore News és a Baltimore Evening Sun napilapok újságírója, szerkesztő és író.
- Lavinia P. Dudley, 1948-1964. Az Encyclopaedia Britannica és az Encyclopedia Americana szerkesztője és igazgatója, az első nő egy jelentős amerikai lexikon élén.
- George A. Cornish, 1965-1970. A New York Herald Tribune újságírója, szerkesztő.
- Bernard S. Cayne, 1970-1980. Az Educational Testing Service és a Harvard Educational Review munkatársa, szerkesztő (Ginn & Co., Collier's Encyclopedia, Macmillan) és a Grolier Inc. menedzsere.
- Alan H. Smith, 1980-1985. Szerkesztő (Grolier/Encyclopedia Americana)
- David T. Holland, 1985-1991. Szerkesztő (Harcourt Brace, Grolier/Encyclopedia Americana).
- Mark Cummings, 1991-2000. Szerkesztő (Macmillan, Oxford University Press).
- Michael Shally-Jensen, 2000-2005. Szerkesztő (Merriam-Webster/Encyclopaedia Britannica).
- K. Anne Ranson, 2005-2006. Szerkesztő (Academic American Encyclopedia, Grolier Multimedia Encyclopedia).
- Joseph P. Castagno, 2006-present. Szerkesztő (Grolier/Lands and Peoples, New Book of Popular Science).

## Lásd még
- Encyclopædia Britannica
- Encyclopédie